# Los Cabos Open 2021
Los Cabos Open 2021, oficiálně Abierto de Tenis Mifel 2021,  byl tenisový turnaj pořádaný jako součást mužského okruhu ATP Tour, který se hrál na otevřených dvorcích s tvrdým povrchem v nově otevřeném areálu Cabo Sports Complex. Konal se mezi 19. až 25. červencem 2021 v mexickém přímořském městě Cabo San Lucas jako pátý ročník turnaje.
Turnaj s rozpočtem 694 655 dolarů patřil do kategorie ATP Tour 250. Nejvýše nasazeným hráčem ve dvouhře se stal třicátý druhý tenista světa Cameron Norrie z Velké Británie. Jako poslední přímý účastník do singlové soutěže nastoupil 173. hráč žebříčku, Rakušan Sebastian Ofner.
První kariérní titul na okruhu ATP Tour získal 25letý Brit Cameron Norrie, který přerušeil sérii čtyř finálových porážek. Deblovou soutěž ovládl mexicko-americký pár Hans Hach Verdugo a John Isner, kteří tak vybojovali první společnou trofej.

## Rozdělení bodů a finančních odměn

### Rozdělení bodů
| Soutěž  | vítězové | finalisté | semifinalisté | čtvrtfinalisté | 16 v kole | 32 v kole | Q  | Q2 | Q1 |
| ------- | -------- | --------- | ------------- | -------------- | --------- | --------- | -- | -- | -- |
| dvouhra | 250      | 150       | 90            | 45             | 20        | 0         | 12 | 6  | 0  |
| čtyřhra | 250      | 150       | 90            | 45             | 0         | —         | —  | —  | —  |

### Finanční odměny
| Soutěž                              | vítězové | finalisté | semifinalisté | čtvrtfinalisté | 16 v kole | 32 v kole | Q2      | Q1      |
| ----------------------------------- | -------- | --------- | ------------- | -------------- | --------- | --------- | ------- | ------- |
| dvouhra                             | 58 705 € | 42 095 €  | 29 965 €      | 19 975 €       | 12 840 €  | 7 730 €   | 3 775 € | 1 960 € |
| čtyřhra                             | 21 920 € | 15 690 €  | 10 340 €      | 6 720 €        | 3 940 €   | —         | —       | —       |
| částka ve čtyřhře je uvedena na pár |          |           |               |                |           |           |         |         |

## Mužská dvouhra

### Nasazení
| Stát                             | Hráč               | ATP  | Nasazení |
| -------------------------------- | ------------------ | ---- | -------- |
| Spojené království               | Cameron Norrie     | 32.  | 1.       |
| USA                              | John Isner         | 34.  | 2.       |
| USA                              | Taylor Fritz       | 40.  | 3.       |
| USA                              | Sam Querrey        | 68.  | 4.       |
| Austrálie                        | Jordan Thompson    | 71.  | 5.       |
| USA                              | Steve Johnson      | 83.  | 6.       |
| Itálie                           | Andreas Seppi      | 87.  | 7.       |
| USA                              | Mackenzie McDonald | 103. | 8.       |
| Žebříček ATP k 12. červenci 2021 |                    |      |          |

### Jiné formy účasti
Následující hráči obdrželi divokou kartu do hlavní soutěže:
- Ivo Karlović
- Thanasi Kokkinakis
- Gerardo López Villaseñor

Následující hráči postoupili z kvalifikace:
- Matthew Ebden
- Ernesto Escobedo
- Nicolás Mejía
- Alexander Sarkissian

### Odhlášení
před zahájením turnaje
- Kevin Anderson → nahradil jej  Elias Ymer
- Ričardas Berankis → nahradil jej  Jurij Rodionov
- Grigor Dimitrov → nahradil jej  Brandon Nakashima
- James Duckworth → nahradil jej  Jasutaka Učijama
- Daniel Elahi Galán → nahradil jej  Emilio Gómez
- Jegor Gerasimov → nahradil jej  Jevgenij Donskoj
- Ilja Ivaška → nahradil jej  Sebastian Ofner
- Sebastian Korda → nahradil jej  Peter Gojowczyk
- Adrian Mannarino → nahradil jej  Jeffrey John Wolf
- Guido Pella → nahradil jej  Alex Bolt

### Skrečování
- Jurij Rodionov

## Mužská čtyřhra

### Nasazení
| Stát                                                                        | Hráč           | Stát               | Hráč               | ATP  | Nasazení |
| --------------------------------------------------------------------------- | -------------- | ------------------ | ------------------ | ---- | -------- |
| Spojené království                                                          | Luke Bambridge | Spojené království | Ken Skupski        | 126. | 1.       |
| Izrael                                                                      | Jonatan Erlich | Mexiko             | Santiago González  | 126. | 2.       |
| Pákistán                                                                    | Aijsám Kúreší  | Indie              | Divij Šaran        | 135. | 3.       |
| Austrálie                                                                   | Matthew Ebden  | Austrálie          | John-Patrick Smith | 145. | 4.       |
| Žebříček ATP k 12. červenci 2021; číslo je součtem umístění obou členů páru |                |                    |                    |      |          |

### Jiné formy účasti
Následující páry obdržely divokou kartu do hlavní soutěže:
- Ernesto Escobedo /  Luis Patiño
- Mackenzie McDonald /  Sam Querrey

### Odhlášení
před zahájením turnaje
- Marcelo Arévalo /  Miguel Ángel Reyes-Varela → nahradili je  Harri Heliövaara /  Miguel Ángel Reyes-Varela
- Ričardas Berankis /  Harri Heliövaara → nahradili je  Sriram Baladži /  Luca Margaroli
- Lloyd Glasspool /  Cameron Norrie → nahradili je  Jevgenij Donskoj /  Illja Marčenko
- Matt Reid /  Jordan Thompson → nahradili je  Alex Bolt /  Jordan Thompson

v průběhu turnaje
- Alex Bolt /  Jordan Thompson

## Přehled finále

### Mužská dvouhra
- Cameron Norrie vs.  Brandon Nakashima 6–2, 6–2.

### Mužská čtyřhra
- Hans Hach Verdugo /  John Isner vs.  Hunter Reese /  Sem Verbeek 5–7, 6–2, [10–4]